# Platymetopius calcaratus
Platymetopius calcaratus är en insektsart som beskrevs av Dlabola 1979. Platymetopius calcaratus ingår i släktet Platymetopius och familjen dvärgstritar. Inga underarter finns listade i Catalogue of Life.